# Clara Arnheim
Clara Arnheim (Berlín, 24 d'abril de 1865 - Camp de concentració de Theresienstadt, 28 d'agost de 1942) va ser una pintora alemanya, víctima de l'Holocaust. Va ser cofundadora de l'associació de dones pintores Hiddenseer Künstlerinnenbund.

## Biografia
Clara Arnheim va néixer a Berlín el 24 d'abril de 1865 en una família jueva de classe mitjana. Els seus pares van ser Adolf Arnheim, metge, i la seva esposa Friderikee, que era vídua (el seu cognom de soltera era Stettiner i el de vídua, Volkmar). Va tenir tres germans: Betty, Fritz i Amalie. Betty era filla de la seva mare, de l'anterior matrimoni, i era molt més gran i semblar ser que tenia una discapacitació física per haver patit la poliomielitis. Clara Arnheim hi tenia molta relació i les poques fotos que es conserven de l'artista la mostren amb la seva germana Betty.
Ben aviat es va despertar en Clara Arrnheim la passió pel dibuix i la pintura i va dir que no es volia casar, que el que ella volia fer a la vida era ser artista. En contra de la voluntat de la seva família, que donava importància a la formació acadèmica, també de les filles, va estudiar privadament a Berlín, amb Franz Skarbinai amb Alfred Mayer, un pintor desconegut que tenia la seva pròpia escola de dibuix a Berlín. Després va anar a París, on va rebre classes de pintura d'Edmond Aman-Jean, que només tenia cinc anys més que ella, i d'Ernest Laurent. Tot i que diverses altres pintores alemanyes de l'època van anar a París a completar la seva formació, podria haver pres la decisió d'anar-hi per influència familiar: la seva germana Amalie Arnheim era musicòloga i va anar diverses vegades a París per impartir-hi conferències i hi tenia contactes, com la que havia estat professora de cant seva, Pauline Viardot.
De tornada a Berlín, va llogar un estudi a Berlín per establir-s'hi com a pintora professional. Va ser membre de l'Associació de Dones Pintores de Berlín (VdBK, de l'alemany Verein der Berliner Künsstlerinnen), de la qual va ser secretària l'any 1911. Aquesta associació organitzava exposicions i Arnheim hi va participar els anys 1904 i 1910.

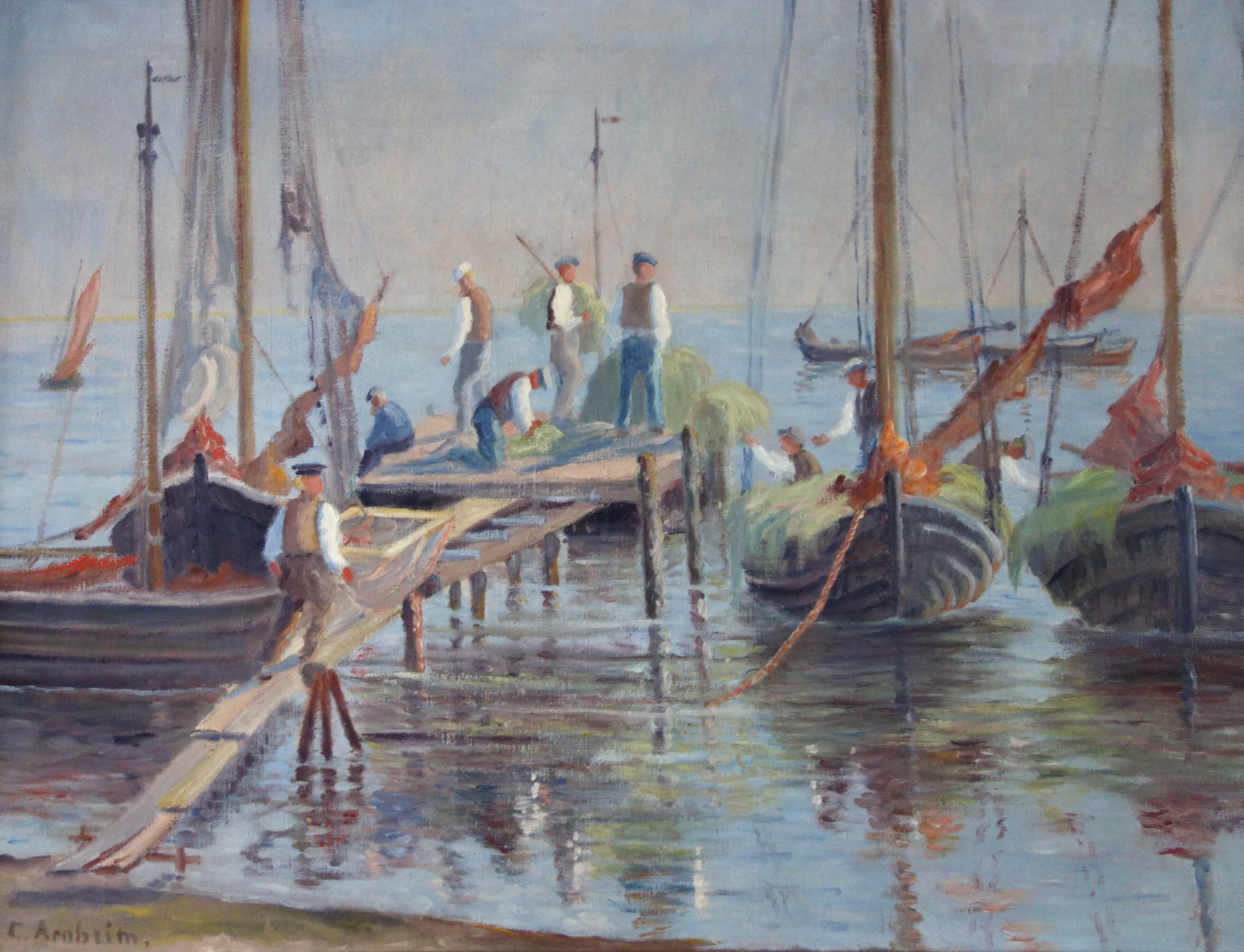
Antic port pesquer de Vitte, a Hiddensee, pintat per Clara Arnheim.

Des de com a molt el 1907, Arnheim passava els estius a Hiddensee, una petita illa en el Bàltic que era punt de trobada d'artistes a començament del segle xx, alguns per treballar-hi de manera individual; d'altres, en grup. A Hiddensee es reunia amb altres dones pintores. En alguns casos la formació artística que havien rebut era semblant: estudis privats o a l'escola de la VdBK a Berlín i després a París. A més, eren activistes en favor del dret de les dones a estudiar en les escoles d'Art oficials. Per iniciativa seva i de Henni Lehmann, el 1919 es va fundar l'Associació d'Artistes Femenines de Hiddensee (Hiddensoer Künstlerinnenbund), que va estar activa fins a 1933, quan el Govern nazi la va dissoldre i va prohibir a Clara Arnheim i les seves companyes artistes, viatjar, treballar i exposar les seves obres.

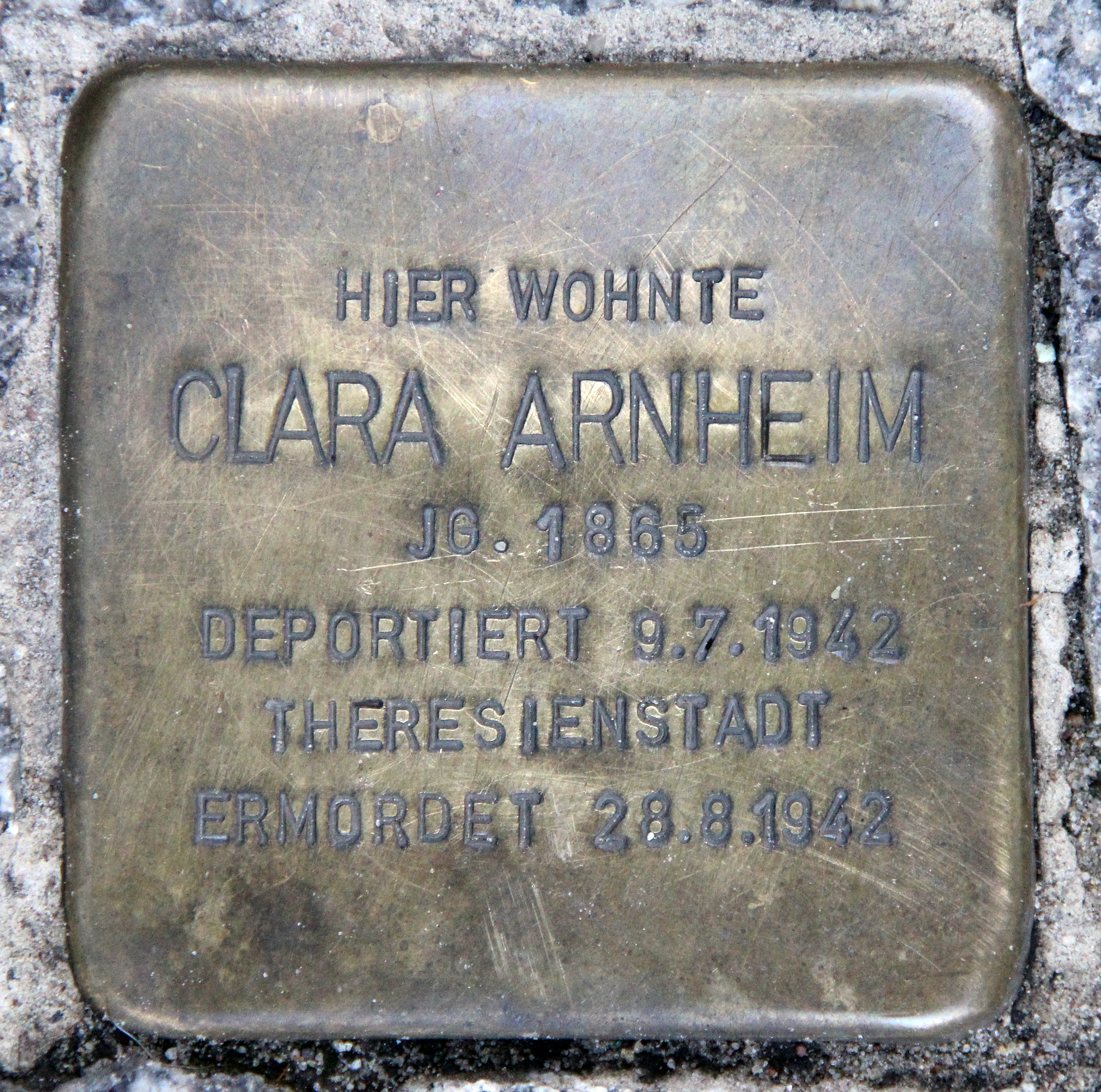
Stolperstein en memòria de Clara Arnheim

Segons la historiadora de l'art Ilka Wonschik, autora d'un llibre sobre les artistes que van ser empresonades a Therensienstadt, Arnheim, privada d'ingressos, depenia de l'ajut d'altres persones. Una de les qui van ajudar-la va ser Frau Schwartz, la propietària de la pensió on solia allotjar-se els estius a Hiddensee. El 28 de juny de 1942, li va escriure una carta en què li agraïa el paquet que li havia enviat i li deia que es volien endur la gent gran, però que ella, gràcies a un certificat del seu metge en què deia que estava malalta i no podia viatjar, i va poder evitar la marxa. Tanmateix, onze dies més tard, el 9 de juliol, va ser obligada, amb un centenar de persones més, a pujar a un tren que els va dur a Theresienstadt, on va ser assassinada el 28 d'agost del mateix any.
Una pedra de topada (Stolperstein) davant del lloc on hi havia hagut la seva casa, que va ser destruïda durant la Segona Guerra Mundial, recorda que allà va viure Clara Arnheim, víctima de l'Holocaust. La pedra de topada va col·locar-se el 13 de març de 2013.